# Christian af Oldenborg (født 1955)
Christian, Hertug af Oldenborg (tysk: Christian Herzog von Oldenburg) (født 1. februar 1955) er en tysk prins og erhvervsmand, der siden 2014 har været familieoverhoved for den tyske gren af fyrstehuset Oldenborg, der tidligere regerede i landet Oldenborg fra 1773 til 1918.

## Biografi
Hertug Christian blev født den 1. februar 1955 i Rastede i delstaten Niedersachsen i Vesttyskland som det andet barn og ældste søn af hertug Anton Günther af Oldenborg og prinsesse Ameli af Löwenstein-Wertheim-Freudenberg. Hans far var ældste søn af arvestorhertug Nikolaus af Oldenborg, der var familieoverhoved for den storhertugelige linje af fyrstehuset Oldenborg, der havde regeret i Storhertugdømmet Oldenborg frem til 1918. Hans mor var datter af Udo, 6. Fyrste til Löwenstein-Wertheim-Freudenberg. Hertug Christian er oldebarn af storhertug Frederik August 2. af Oldenborg, der var Oldenborgs sidste storhertug, og fyrst Frederik af Waldeck og Pyrmont, samt tipoldebarn af storhertug Frederik Frans 2. af Mecklenburg-Schwerin.
Da Arvestorhertug Nikolaus døde i 1970, efterfulgte Christians far Anton Günther ham som familieoverhoved for det storhertugelige hus Oldenborg.
Efter sin abitur tog hertug Christian en uddannelse i erhvervsøkonomi. Da Hertug Anton Günther døde den 20. september 2014, efterfulgte Christian ham som familieoverhoved for den storhertugelige familie.

## Ægteskab og børn
Hertug Christian giftede sig den 22. september (borgerligt) i Bad Segeberg og 26. september i Pronstorf (religøst) 1987 med Caroline Gräfin zu Rantzau (født 10. april 1962 i Kiel). De har fire børn:
- Alexander Paul Hans-Caspar Andreas Daniel Carl Philippe (født Lübeck 17. marts 1990)
- Philipp Konstantin Wittekind Raimund Clemens Hans-Heinrich (født Lübeck 28. december 1991)
- Anton Friedrich Ludwig Jan Vincent (født Lübeck 9. januar 1993)
- Katharina Bibiane Edwina Isabell (født Lübeck 20. februar 1997)